# Escource
Escource település Franciaországban, Landes megyében. Lakosainak száma 799 fő (2022. január 1.). Escource Lüe, Mézos, Onesse-Laharie, Pontenx-les-Forges, Saint-Paul-en-Born és Solférino községekkel határos.

## Népesség
A település népességének változása:
| Lakosok száma | 585  | 523  | 612  | 596  | 659  | 679  | 721  | 744  | 751  | 799  |
|               | 1968 | 1982 | 1990 | 2006 | 2013 | 2015 | 2017 | 2019 | 2020 | 2022 |